# Astrid Haug
Astrid Haug (født 24. november 1978 i Aarhus) er selvstændig rådgiver og ekspert i sociale medier. Hun har bl.a. udgivet bogen "Sig du kan li' mig - Indholdsstrategi for sociale medier" (2014).
Hun kommenterer sociale medier og politik hos DR, TV 2 m.fl. Astrid Haug er bestyrelsesmedlem hos Symbion A/S, Bryd Tavsheden, LTP Group, A4 Medier, tænketanken Cevea og Unicef Danmark Arkiveret 10. april 2019 hos  Wayback Machine. Derudover sidder hun i advisory board hos Kræftens Bekæmpelses Fremtidspanel og er medlem af Djøfs Repræsentantsskab.

## Karriere
Astrid Haug er uddannet cand.mag. i medievidenskab på Aarhus Universitet i 2005 og har siden 2004 arbejdet med den nyeste udvikling inden for sociale medier og politisk kommunikation. Hun har tidligere arbejdet som community manager på Berlingske, pressechef i Københavns Kommune og på Christiansborg, særlig rådgiver i Kulturministeriet samt som frivillig kampagnemedarbejder for Demokraternes præsidentkandidat John Kerry i 2004.
I 2013 stiftede hun Astrid Haug Bureau, hvor hun som digital rådgiver, hjælper virksomheder og organistationer med strategisk brug af sociale medier, afholder workshops, holder foredrag eller kommenterer sociale medier, politik og digital tranformation i medierne.

## Privatliv
Astrid Haug er gift med journalist og chefredaktør på Føljeton, Oliver Stilling. 

## Referenceliste
1. 1 2  Altinget - Alt om politik: altinget.dk
2. ↑  "Arkiveret kopi". Arkiveret fra originalen 26. oktober 2019. Hentet 9. marts 2019.
3. ↑  Kommunikationsforum - Kforum
4. ↑  Forfattere | Gyldendal
5. ↑  Den digitale frontløber der tog de sociale medier alvorligt